# KNVB-Pokal 1920/21
Der KNVB-Pokal 1920/21 war die 22. Auflage des niederländischen Fußball-Pokalwettbewerbs. Pokalsieger wurde VV Schoten. Das Team setzte sich im Finale gegen RFC Rotterdam durch.

## Modus
Alle Begegnungen wurden in einem Spiel ausgetragen. Bei unentschiedenem Ausgang kam die auswärts spielende Mannschaft eine Runde weiter.

## 1. Runde
| Datum      |                            | Ergebnis |                        |
| ---------- | -------------------------- | -------- | ---------------------- |
| 03.04.1921 | RFC Xerxes                 | 1:2      | Fortuna Vlaardingen    |
| 03.04.1921 | Neerlandia Amsterdam       | 2:1      | VV Watergraafsmeer     |
| 03.04.1921 | DSV Concordia Delft        | 3:3      | Excelsior Rotterdam    |
| 03.04.1921 | TOGO Den Haag              | 2:2      | Celeritas Den Haag     |
| 03.04.1921 | DOS Utrecht                | 3:1      | DHC Delft              |
| 03.04.1921 | VV West Frisia             | 4:3      | Rapiditas Weesp        |
| 03.04.1921 | QSC Wormerveer             | 7:0      | VV De Drie             |
| 03.04.1921 | LFC Leiden                 | 2:5      | AVV Zeeburgia          |
| 03.04.1921 | VV Sloterdijk              | 1:1      | DEC Amsterdam          |
| 03.04.1921 | ADO Den Haag               | 2:1      | VOC Rotterdam          |
| 03.04.1921 | SV Gouda                   | 4:1      | TOG Amsterdam          |
| 03.04.1921 | BMT Den Haag               | 4:4      | Steeds Voorwaarts      |
| 03.04.1921 | HSV Haarlem                | 2:2      | Haarlemse FC EDO       |
| 03.04.1921 | VUC Den Haag               | 3:2      | GVV Unitas             |
| 03.04.1921 | ODE Amsterdam              | 2:0      | Zeelandia Middelburg   |
| 03.04.1921 | RVC Rijswijk               | 1:0      | Ajax Amsterdam II      |
| 03.04.1921 | SV Kampong                 | 0:4      | Zaanlandsche FC        |
| 03.04.1921 | Velox Utrecht              | 3:0      | RV & AV Neptunus       |
| 03.04.1921 | Het Noorden Rotterdam      | 1:1      | BVV Baarn              |
| 03.04.1921 | VS Leiden                  | 1:5      | RFC Rotterdam          |
| 03.04.1921 | FC Den Helder              | 0:3      | ASV De Germaan         |
| 03.04.1921 | CVV Rotterdam              | 4:2      | Vlaardingsche FC       |
| 03.04.1921 | LSV Leerdam                | 4:1      | USC Rotterdam          |
| 03.04.1921 | Hollandia Hoorn            | 6:0      | ZTC Zaandam            |
| 03.04.1921 | Hortus Amsterdam           | 2:3      | NOS Amsterdam          |
| 03.04.1921 | UDI Rotterdam              | 1:1      | SVV Schiedam           |
| 03.04.1921 | VV Purmersteijn            | 0:3      | VV Schoten             |
| 03.04.1921 | Doetinchemse FC            | 1:2      | Hertog Hendrik Arnheim |
| 03.04.1921 | HVC Amersfoort             | 1:0      | PEC Zwolle             |
| 03.04.1921 | Sportclub Enschede         | 1:2      | Enschedesche Boys      |
| 03.04.1921 | VVO Velp                   | 1:2      | ODO Arnheim            |
| 03.04.1921 | AFC Quick 1890             | 1:2      | AGOVV Apeldoorn        |
| 03.04.1921 | AV & CV Robur et Velocitas | 6:2      | Heracles Almelo        |
| 03.04.1921 | SV DOSKO                   | 3:1      | SC Vlissingen          |
| 03.04.1921 | TAC Tegelen                | 0:2      | VVV-Venlo              |
| 03.04.1921 | VV RWB Waalwijk            | 2:1      | HVV Helmond            |
| 03.04.1921 | NEC Nijmegen               | 2:1      | HVV Hengelo            |
|            | VV Eindhoven               | Freilos  |                        |

## 2. Runde
| Datum      |                      | Ergebnis |                            |
| ---------- | -------------------- | -------- | -------------------------- |
| 10.04.1921 | RVC Rijswijk         | 1:1      | Haarlemse FC EDO           |
| 10.04.1921 | SVV Schiedam         | 0:3      | Excelsior Rotterdam        |
| 10.04.1921 | ASV De Germaan       | 3:1      | DEC Amsterdam              |
| 10.04.1921 | Hollandia Hoorn      | 5:0      | NOS Amsterdam              |
| 10.04.1921 | VV West Frisia       | 2:2      | Steeds Voorwaarts          |
| 10.04.1921 | RFC Rotterdam        | 4:0      | ODE Amsterdam              |
| 10.04.1921 | VUC Den Haag         | 1:2      | CVV Rotterdam              |
| 10.04.1921 | ADO Den Haag         | 0:0      | SV Gouda                   |
| 10.04.1921 | QSC Wormerveer       | 1:1      | AVV Zeeburgia              |
| 10.04.1921 | Fortuna Vlaardingen  | 3:1      | LSV Leerdam                |
| 10.04.1921 | Neerlandia Amsterdam | 2:2      | VV Schoten                 |
| 10.04.1921 | Zaanlandsche FC      | 3:0      | BVV Baarn                  |
| 10.04.1921 | DOS Utrecht          | 0:1      | HVC Amersfoort             |
| 10.04.1921 | Celeritas Den Haag   | 2:1      | Velox Utrecht              |
| 10.04.1921 | AGOVV Apeldoorn      | 4:0      | Hertog Hendrik Arnheim     |
| 10.04.1921 | ODO Arnheim          | 0:2      | AV & CV Robur et Velocitas |
| 10.04.1921 | Enschedesche Boys    | 1:1      | NEC Nijmegen               |
| 10.04.1921 | SV DOSKO             | 2:0      | VV RWB Waalwijk            |
| 10.04.1921 | VVV-Venlo            | 2:4      | VV Eindhoven               |

## Zwischenrunde
| Datum      |                 | Ergebnis |                     |
| ---------- | --------------- | -------- | ------------------- |
| 17.04.1921 | Zaanlandsche FC | 0:0      | Excelsior Rotterdam |
| 17.04.1921 | SV Gouda        | 1:0      | Fortuna Vlaardingen |
| 17.04.1921 | VV Schoten      | 3:1      | Steeds Voorwaarts   |

## 3. Runde
| Datum      |                            | Ergebnis |                     |
| ---------- | -------------------------- | -------- | ------------------- |
| 24.04.1921 | CVV Rotterdam              | 1:0      | HVC Amersfoort      |
| 24.04.1921 | RFC Rotterdam              | 4:1      | Celeritas Den Haag  |
| 24.04.1921 | NEC Nijmegen               | 7:1      | Excelsior Rotterdam |
| 24.04.1921 | Haarlemse FC EDO           | 0:4      | VV Schoten          |
| 24.04.1921 | AVV Zeeburgia              | 3:2      | SV DOSKO            |
| 24.04.1921 | Hollandia Hoorn            | 05:0 1   | VV Eindhoven        |
| 24.04.1921 | AV & CV Robur et Velocitas | 1:2      | SV Gouda            |
| 24.04.1921 | AGOVV Apeldoorn            | 6:0      | ASV De Germaan      |

## Viertelfinale
| Datum      |                 | Ergebnis |               |
| ---------- | --------------- | -------- | ------------- |
| 01.05.1921 | RFC Rotterdam   | 5:0      | SV Gouda      |
| 01.05.1921 | Hollandia Hoorn | 1:0      | AVV Zeeburgia |
| 01.05.1921 | AGOVV Apeldoorn | 2:0      | CVV Rotterdam |
| 01.05.1921 | VV Schoten      | 2:0      | NEC Nijmegen  |

## Halbfinale
| Datum      |                 | Ergebnis |                 |
| ---------- | --------------- | -------- | --------------- |
| 16.05.1921 | RFC Rotterdam   | 3:2      | Hollandia Hoorn |
| 16.05.1921 | AGOVV Apeldoorn | 0:1      | VV Schoten      |

## Finale
| RFC Rotterdam                                 | RFC Rotterdam                                                                              | VV Schoten                                                                                 | VV Schoten |
| --------------------------------------------- | ------------------------------------------------------------------------------------------ | ------------------------------------------------------------------------------------------ | ---------- |
| RFC Rotterdam                                 | \| 29. Mai 1921 in Amsterdamsestraatweg, Utrecht \| \| Ergebnis: 1:2 \| \| Spielbericht \| | \| 29. Mai 1921 in Amsterdamsestraatweg, Utrecht \| \| Ergebnis: 1:2 \| \| Spielbericht \| | VV Schoten |
| RFC Rotterdam                                 | 1:1 ?                                                                                      | 0:1 Ruys 1:2 Ruil                                                                          | VV Schoten |
| 29. Mai 1921 in Amsterdamsestraatweg, Utrecht |                                                                                            |                                                                                            |            |
| Ergebnis: 1:2                                 |                                                                                            |                                                                                            |            |
| Spielbericht                                  |                                                                                            |                                                                                            |            |